# Brittany Elmslie
Brittany Joyce Elmslie (Nambour, 19 de junio de 1994) es una deportista australiana que compitió en natación, especialista en el estilo libre.
Participó en dos Juegos Olímpicos de Verano, obteniendo en total cuatro medallas, tres en Londres 2012, oro en 4 × 100 m libre y plata en 4 × 200 m libre y 4 × 100 m estilos, y plata en Río de Janeiro 2016, en 4 × 100 m estilos.
Ganó dos medallas de plata en el Campeonato Mundial de Natación, en los años 2130 y 2017, dos medallas en el Campeonato Mundial de Natación en Piscina Corta de 2016 y dos medallas en el Campeonato Pan-Pacífico de Natación de 2014.
En 2014 fue condecorada con la Medalla de la Orden de Australia (OAM).

## Palmarés internacional
| Juegos Olímpicos                    | Juegos Olímpicos        | Juegos Olímpicos  | Juegos Olímpicos  |
| Año                                 | Lugar                   | Medalla           | Prueba            |
| ----------------------------------- | ----------------------- | ----------------- | ----------------- |
| 2012                                | Londres (Reino Unido)   | Medalla de oro    | 4 × 100 m libre   |
| 2012                                | Londres (Reino Unido)   | Medalla de plata  | 4 × 200 m libre   |
| 2012                                | Londres (Reino Unido)   | Medalla de plata  | 4 × 100 m estilos |
| 2016                                | Río de Janeiro (Brasil) | Medalla de plata  | 4 × 100 m estilos |
| Campeonato Mundial                  |                         |                   |                   |
| Año                                 | Lugar                   | Medalla           | Prueba            |
| 2013                                | Barcelona (España)      | Medalla de plata  | 4 × 200 m libre   |
| 2017                                | Budapest (Hungría)      | Medalla de plata  | 4 × 100 m libre   |
| Campeonato Mundial en Piscina Corta |                         |                   |                   |
| Año                                 | Lugar                   | Medalla           | Prueba            |
| 2016                                | Windsor (Canadá)        | Medalla de oro    | 100 m libre       |
| 2016                                | Windsor (Canadá)        | Medalla de bronce | 4 × 100 m estilos |
| Campeonato Pan-Pacífico             |                         |                   |                   |
| Año                                 | Lugar                   | Medalla           | Prueba            |
| 2014                                | Gold Coast (Australia)  | Medalla de oro    | 4 × 100 m libre   |
| 2014                                | Gold Coast (Australia)  | Medalla de plata  | 4 × 200 m libre   |